# Catena Côte de l'Ane-Mounier
La Catena Côte de l'Ane-Mounier è un massiccio montuoso delle Alpi Marittime. Si trova in Francia (dipartimento delle Alpi Marittime). Prende il nome dalle due montagne più significative: la Pointe Côte de l'Ane ed il Monte Mounier.

## Collocazione
Secondo le definizioni della SOIUSA la Catena Côte de l'Ane-Mounier ha i seguenti limiti geografici: Col de la Moutière, val Tinea, valle del Varo, Colle della Cayolle, Col de la Moutière.

## Classificazione
La SOIUSA definisce la Catena Côte de l'Ane-Mounier come un supergruppo alpino e vi attribuisce la seguente classificazione:
- Grande parte = Alpi Occidentali
- Grande settore = Alpi Sud-occidentali
- Sezione = Alpi Marittime e Prealpi di Nizza
- Sottosezione = Alpi Marittime
- Supergruppo = Catena Côte de l'Ane-Mounier
- Codice =  I/A-2.I-D

## Suddivisione
La Catena Côte de l'Ane-Mounier viene suddivisa in due gruppi e sei sottogruppi:
- Gruppo della Côte de l'Ane (D.14)
  - Nodo della Côte de l'Ane (D.14.a)
  - Catena Bolofre-Pal (D.14.b)
- Gruppo del Monte Mounier (D.15)
  - Nodo del Monte Rougnous (D.15.a)
  - Nodo del Monte Mounier (D.15.b)
  - Nodo del Dôme de Barrot (D.15.c)
  - Nodo della Tête de Pérail (D.15.d)

## Montagne

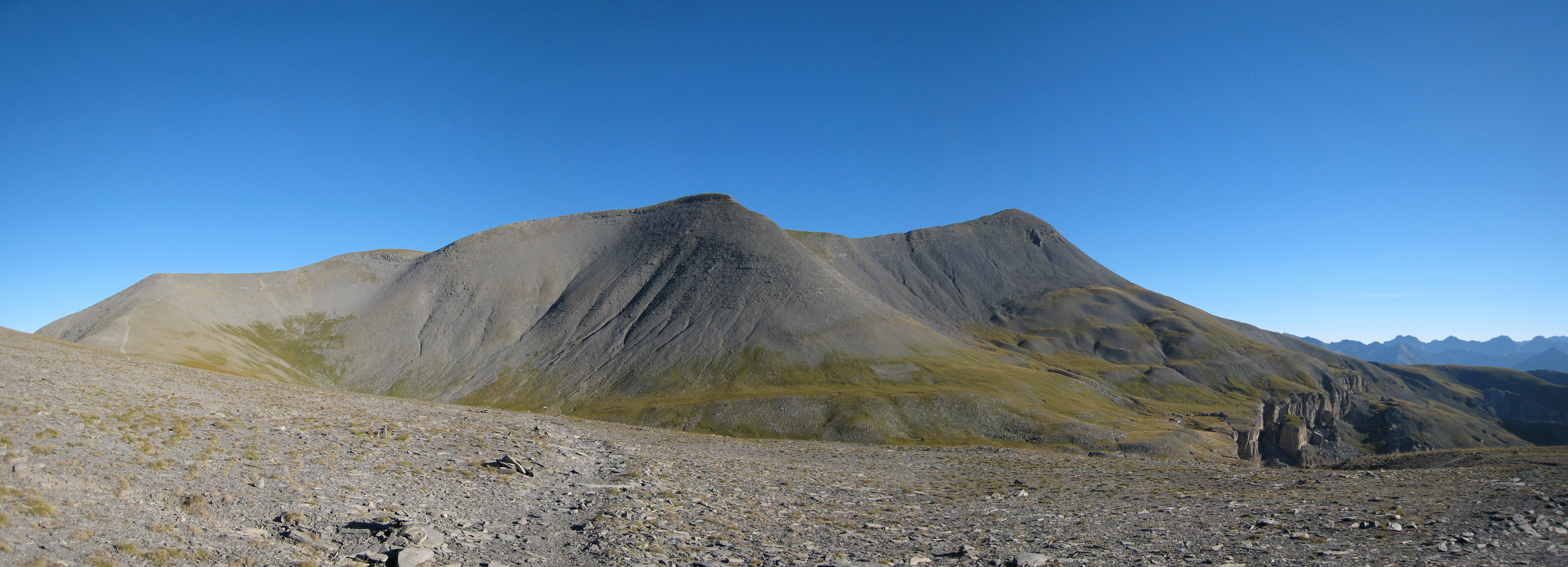
Il Monte Mounier.

Le montagne principali appartenenti alla Catena Côte de l'Ane-Mounier sono:
- Pointe Côte de l'Ane - 2.915 m
- Cime de Bolofre - 2.827 m
- Monte Mounier - 2.818 m
- Cime de Pal - 2.818 m
- Mont Rougnous - 2.673 m
- Dôme de Barrot - 2.136 m